# Acacia vespertina
Acacia vespertina é uma espécie de leguminosa do gênero Acacia, pertencente à família Fabaceae.